# Всеволожский, Дмитрий Дмитриевич
Дмитрий Дмитриевич Всеволожский (25 сентября [7 октября] 1854 — 18 [31] октября 1909) — офицер Русского императорского флота, контр-адмирал.
Родился в семье адмирала Дмитрия Андреевича Всеволожского.

## Биография
- 1871 — Вступил в службу.
- 1874 — Окончил Морской корпус.
- 1875 — Мичман Балтийского флота.
- 1875—1879 — Кругосветное плавание на корвете «Баян».
- 1880 — Заграничное плавание на фрегате «Светлана».
- 1881 — Переведён в Гвардейский экипаж.
- 1881 — Заграничное плавание на фрегате «Герцог Эдинбургский».
- 1882—1884 — Кругосветное плавание.
- 1887—1888 — И. д. старшего офицера фрегата «Светлана»[2]. 27 июля 1887 года назначен на оклад по чину капитан-лейтенанта[3].
- 1889 — Командир императорской яхты «Марево».
- 01.04.1890 — Капитан 2-го ранга.
- 1890—1894 — Командир императорской яхты «Полярная звезда».
- 1894—1907 — Командовал монитором «Перун», крейсерами «Стрелок» и «Рында», броненосцем береговой обороны «Генерал-адмирал Апраксин», броненосным крейсером «Адмирал Нахимов» и императорской яхтой «Александрия».
- 1899 — Капитан 1-го ранга.
- 1907 — Контр-адмирал с назначением состоять при морском министре[4].
- 14 июля 1908 года назначен командиром командир Свеаборгского порта[5].

## Награды
- Орден св. Анны 3-й степени (1888)
- Орден св. Станислава 2-й степени (1892)
- Орден св. Владимира 4-й степени с бантом (1892) за 20 кампаний
- Командорский крест ордена Даннеброга (1891, Дания)
- Орден Короны 2-й степени (1892, Пруссия)